# دانيال فيبليس
دانيال فيبليس (بالإسبانية: Daniel Febles) (8 فبراير 1991 بكاراكاس في فنزويلا - ) هو مدرب كرة قدم ولاعب كرة قدم فنزويلي في مركز الهجوم. لعب مع ديبورتيفو تاشيرا ونادي كاراكاس ونادي موناغاس الرياضي وAragua F.C. ‏ وAtlético Venezuela C.F. ‏.

## روابط خارجية
- دانيال فيبليس على موقع دوري كوريا الجنوبية (الإنجليزية)
- دانيال فيبليس على موقع إي إس بي إن إف سي (الإنجليزية)
- دانيال فيبليس على موقع قاعدة بيانات كرة القدم.إي يو (الإنجليزية)
- دانيال فيبليس على موقع Soccerbase.com (لاعب) (الإنجليزية)
- دانيال فيبليس على موقع Soccerway.com (الإنجليزية)
- دانيال فيبليس على موقع عالم كرة القدم.نت (الإنجليزية)